# جان-بابتيست مورو
جان-بابتيست مورو هو سياسي فرنسي، ولد في 14 فبراير 1977 في غويريت في فرنسا. نشط حزبياً في الجمهورية إلى الأمام!. وقد انتخب نائب فرنسي عن دائرة Creuse's constituency ‏ وقد انضم خلال فترته النيابية ‏ (21 يونيو 2017 – ) للكتلة البرلمانية تكتل الجمهورية على الدرب ‏.